# روما: الحرب الشاملة: الغزو البربري
روما: الحرب الشاملة: الغزو البربري (بالإنجليزية: Rome: Total War: Barbarian Invasion)‏ هي أول حزمة توسعة للعبة روما: الحرب الشاملة، صدرت في أوروبا وأمريكا الشمالية في 2005 وفي اليابان في 2006 على جهاز مايكروسوفت ويندوز.